# Manifest contra la mort de l'esperit i de la terra
El Manifest contra la mort de l'esperit i de la terra va ser un text publicat a la revista El Cultural el 19 de juny de 2002. Llançat per Álvaro Mutis i Javier Ruiz Portella i descrit com una iniciativa per promoure les idees de la Nouvelle Droite, el text condemnava el «desencantament del món» i l'«anihilació de la vida de l'esperit», amb els autors preocupats per «la desaparició d'aquest alè pel qual els homes s'afirmen com a homes i no només com a entitats orgàniques» buscant obrir un debat intel·lectual entre figures de diferents posicions.
Els suports van sobrepassar un perfil propi de la Nova Dreta, concorrent entre els signants intel·lectuals vinculats tant a la dreta com a l'esquerra. Alguns dels suports amb un perfil més acusadament neodretà, la majoria dels quals ja havien participat en iniciatives prèvies com el Projecte Cultural Aurora, Hespérides i Nihil Obstat; concretament Abel Posse, Fernando Sánchez Dragó, Isidro Juan Palacios i José Javier Esparza, es van convertir en el nucli aglutinant al voltant del qual es va constituir el Grup Manifest.
Originalment en castellà, entre 2002 i 2004 el manifest es va traduir a l'àrab, al català, a l'anglès, a l'italià i al francès.